# José Calvo González
José Calvo González (Sevilla, 1956-Málaga, 24 de junio de 2020) fue un jurista y filósofo del derecho español, catedrático en la Universidad de Málaga e iniciador de la cultura literaria del derecho referente en países como Argentina, Brasil, México, Perú y Uruguay.
Fue magistrado suplente del Tribunal Superior de Justicia en la Audiencia Provincial de Málaga.

## Biografía
Nacido en la ciudad andaluza de Sevilla en 1956, en 1980 se licenció en Derecho en la Universidad de Sevilla y se doctoró en la Universidad de Málaga en 1984, donde desde 2010 era catedrático de Filosofía del Derecho. Realizó el postdoctorado en el Instituto Cicu, Facultad de Jurisprudencia de la Universidad de Bolonia.
Fue autor junto a Javier Tusell de Giménez Fernández, precursor de la democracia española (Editorial Mondadori, 1990), una obra sobre el político democristiano Manuel Giménez Fernández.
Escribió varias obras acerca de la teoría del Derecho, la literatura y el Derecho, tanto fuera como dentro del entorno universitario.
También analizó la obra de Tolstói en el panorama jurídico español.
Fue nombrado miembro del Consejo Consultivo de Andalucía el 23 de junio de 2020.
En diciembre de 2019 le fue diagnosticado un cáncer de pulmón. Falleció el 24 de junio en Málaga.

## Libros
- La Institución jurídica: interpretación y análisis filosófico del lenguaje jurídico (Serie Monográfica Universidad de Málaga, 1986)[13]
- El discurso de los hechos. Narrativismo en la interpretación operativa (Editorial Tecnos, 1993)[10]
- Derecho y narración: materiales para una teoría y crítica narrativista del derecho (Editorial Ariel, 1996)[11]
- La justicia como relato (Editorial Ágora, 2002)[14]
- Una mano de tinta (Diputación de Málaga, 2002)[15]
- El cante por derecho: las "carceleras" y el krausofolclorismo andaluz : un estudio de etnología jurídica y filosofía penal (Ayuntamiento de Málaga, 2003)[16]
- Objetos de escrito (Ayuntamiento de Málaga, 2006)[17]
- Trazos y Trizas (Ayuntamiento de Málaga, 2007)[18]
- In theatro librorum: fondo antiguo de la Biblioteca de la Universidad de Derecho (Universidad de Málaga, 2009)[19]
- El alma y la ley: Tolstói entre juristas. España (1890-1928) (Comunicación Social ediciones y publicaciones, 2010)[12]
- El escudo de Perseo: la cultura literaria del derecho (Editorial Comares, 2012)[6][20]
- Micras (Diputación de Málaga, 2015)[21]
- Marginalias jurídicas en el "Smithfield Decretals" (Tirant Humanidades, 2016)[22]
- Justicia constitucional y literatura (Centro de Estudios Constitucionales, Tribunal Constitucional del Perú, 2016)[23]
- La destreza de Judith: estudios de cultura literaria del derecho (Comares, 2018)[24]
- Proceso y Narración (Palestra Editores, 2020)[25]

### Editados
- Verdad [Narración] Justicia (Universidad de Málaga,1998)[26]
- Letra y duelo. Imprentas de viudas en Málaga (siglos XVII-XIX) (Ayuntamiento de Málaga, 2009)[27]

## Premios y reconocimientos
- Doctor honoris causa por la Universidad Ricardo Palma en Lima.[1]
- Cruz de San Raimundo de Penyafort (2017).[2]